# Mateusz Smoczyński

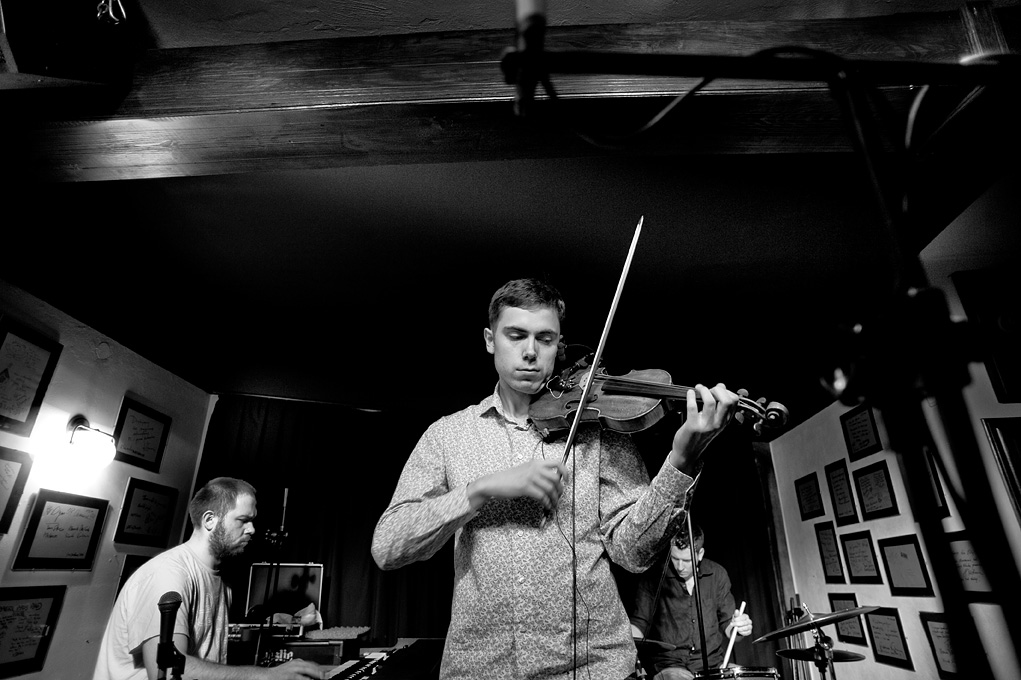
Mateusz Smoczyński (2013 mit seinem New Trio)

Mateusz Smoczyński (* 6. März 1984 in Warschau) ist ein polnischer Geiger und Komponist, der sich zwischen Jazz, Klassik und Weltmusik bewegt.

## Wirken
Smoczyński studierte Geige an der Fryderyk-Chopin-Musikakademie (heute Fryderyk-Chopin-Universität für Musik) in Warschau bei Andrzej Gębski. Er debütierte 1999 mit dem Quintett von Zbigniew Namysłowski und ist seitdem an einigen der wichtigsten Jazzfestivals und Veranstaltungsorten in Europa und den USA aufgetreten.
Smoczyński spielte mit eigenem Quintett 2006 das Album Inspirations ein, dem 2008 Expressions folgte. Das Debütalbum brachte ihm 2007 ein Stipendium des polnischen Kulturministeriums ein; ein Jahr später erhielt er einen „Jazz-Oscar“. Mit Joachim Kühn, Bronisław Suchanek, Janusz Stefański und Bohdan Jarmołowicz führte er 2009 erstmals das von Zbigniew Seifert komponierte Jazzkonzert für Violine, Sinfonieorchester und Rhythmusgruppe auf. Gemeinsam mit seinem Bruder, dem Pianisten Jan Smoczyński, an der Hammondorgel und dem russischen Schlagzeuger Alexander Zinger gründete er sein New Trio, mit dem er 2010 die CD Simultaneous Abstractions veröffentlichte, die für einen Fryderyk nominiert wurde. 2013 erschien ein zweites Album des Trios, Perpendicular Realities.
Smoczyński war daneben ein Gründungsmitglied des Atom String Quartet, mit dem er mehrere Alben vorgelegt hat, etwa mit Zakopower, Tomasz Wendt oder Vladyslav Sendecki, und international auf Tournee war. Daneben gehörte er zwischen 2012 und 2015 zum Turtle Island Quartet. Unter eigenem Namen folgte 2017 das Soloalbum Metamorphoses mit eigenen Kompositionen und das Quintettalbum Berek (Universal Music Polska). Im Duo mit Joachim Kühn erschien 2020 das Album Speaking Sound, das hervorragende Kritiken erhielt. Daneben arbeitete Smoczyński mit Tomasz Stańko, Bobby McFerrin, Gil Goldstein, Richie Beirach, Glen Moore, Jarosław Śmietana, Krzesimir Dębski, Janusz Skowron, Kazimierz Jonkisz und Paquito D’Rivera; mehrfach hat er mit der deutschen Band Schultzing konzertiert. Er ist auch auf Alben von Grégoire Maret, Kayah, Branford Marsalis/Anna Maria Jopek, André Ochodlo, dem Grzech Piotrowski World Orchestra, Leszek Możdżer, Tierney Sutton und Bodek Janke zu hören.
Smoczyński ist Autor von kammermusikalischen und sinfonischen Werken; sein Violinkonzert Adam’s Apple wurde 2018 vom Nationalen Symphonieorchester des Polnischen Rundfunks in Kattowitz uraufgeführt.
Smoczyński gewann 2016 den 2. Internationalen Zbigniew-Seifert-Violinwettbewerb. 2017 wurde er als Professor an die Fryderyk-Chopin-Universität für Musik berufen.